# Santamaria (Band)

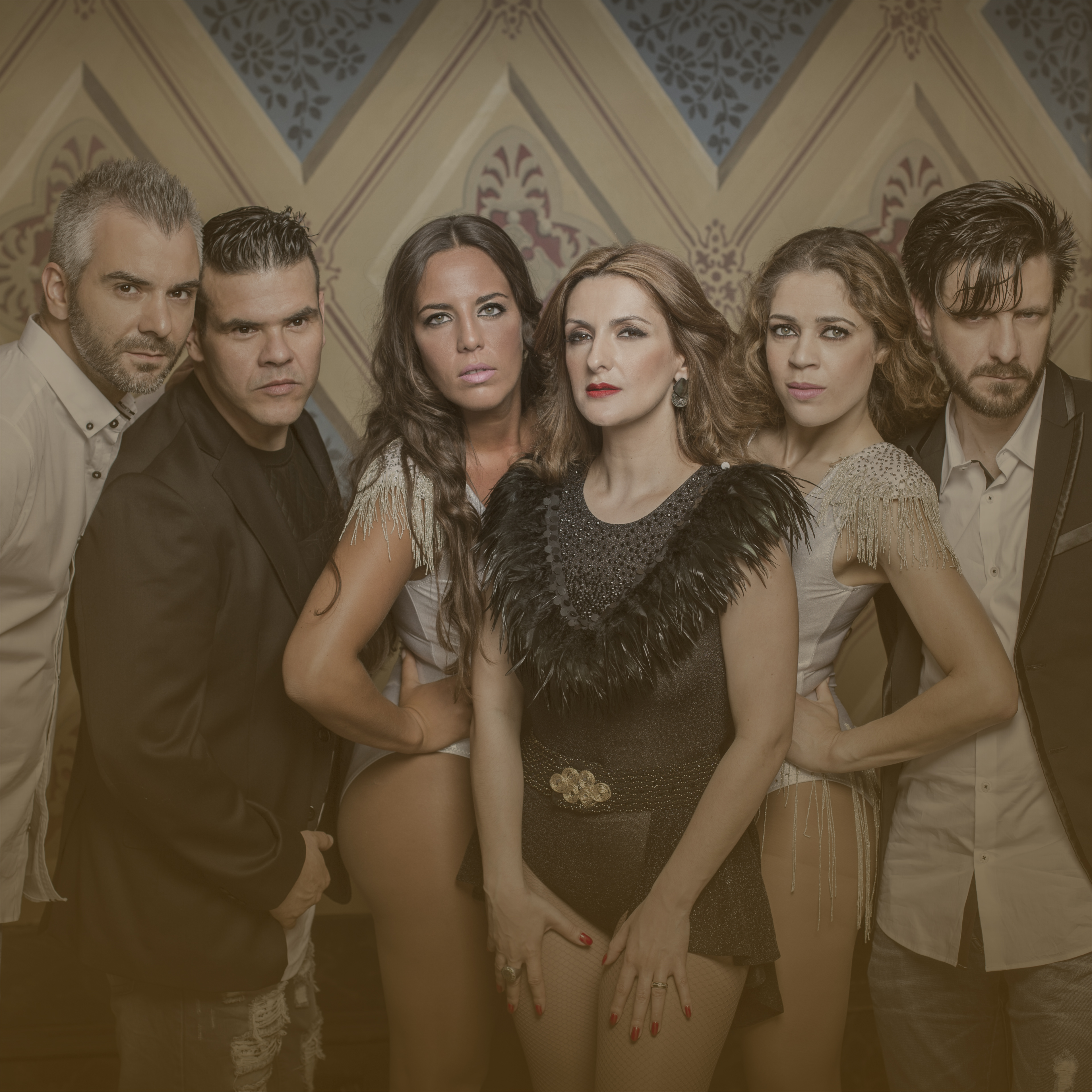
Die Gruppe Santamaria (2015)

Santamaria (Heilige Maria) ist eine portugiesische Eurodance- und Popgruppe. Sie ist eine der bedeutendsten Popbands des Landes. Auch sind sie die Pioniere des Eurodance in Portugal.

## Geschichte
Santamaria, nach der in Portugal nicht ungewöhnlichen Praxis, Dinge oder Bands nach Heiligen zu benennen, wurde 1998 in Porto durch Luis Marante, Filipa Lemos und ihren Bruder To Lemos begründet. Sie war die erste Eurodance-Band in der Musikgeschichte Portugals.
Die Band landete regelmäßig in den Top 5 der portugiesischen Popcharts, die ersten Alben verkauften sich jeweils über 100.000 mal, das Album Sem Limite sogar 150.000 mal. Die Band erhielt 21 Silberne und zwei Goldene Schallplatten. Insgesamt hat die Band bis heute rund eine Million Tonträger in Portugal und Brasilien verkauft, ein bis heute nicht erreichter Erfolg, der für Portugal einzigartig ist. Seit ihrer Gründung haben sie gut 800 Konzerte absolviert.
Die Band ist regelmäßig im portugiesischen Fernsehen vertreten und auch vielen Bürgern, die keine Popmusik hören, bekannt.
International ist die Band vor allem in Brasilien und den früheren Kolonien Portugals bekannt. Tourneen führten sie in Länder, mit einer starken portugiesischen Minorität, wo sie dann vor ihren Landsleuten auftraten. So spielten sie in Kanada, USA, Brasilien, Südafrika, Frankreich, Schweiz, Großbritannien, Deutschland und Luxemburg. Mit der dänischen Eurodance-Sängerin Whigfield entstand 1998 der Song Happy Maravilha.
Die bekanntesten Hits der Band waren oder sind Falesia de Amor, Happy Maravilha, Let’s Go to Party und Let’s Go to Africa. Die Band singt auf Portugiesisch, streut aber oftmals englische Worte mit ein, so dass die Songs nicht rein portugiesischsprachig sind.

## Mitglieder
- Filipa Lemos (* 11. August 1979), eigentlich Marlene Filipa de Sousa Lemos, sie ist die Sängerin der Gruppe. Ihr Bruder, To Lemos, ist ebenfalls Mitglied der Band.
- To Lemos (* 3. Januar 1973), Bruder von Filipa Lemos, er ist auch einer der Co-Produzenten der Gruppe. Er ist oftmals an den Percussions tätig.
- Luis Marante (* 10. Februar 1981), eigentlich Americo Luis Soares Marante, Sohn des Sängers Marante, der zweite Co-Produzent und auch mit der Percussion beschäftigt und zudem als professioneller Photograph tätig.
- Lucas Junior (* 2. April 1973). Seit 2007 dabei und ebenfalls Co-Producer, Dj und zweiter Sänger der Gruppe.
- Magda Monteiro (* 29. Juli 1982), eigentlich Elisabete Magda de Oliveira Monteiro, von Anfang an dabei, Backgroundsängerin.
- Maria Joao Valente (* 1988), ist die zweite Backgroundsängerin. Sie ist seit 2011 Mitglied der Gruppe.

Daneben sind insgesamt 20 Menschen mit der Lichtshow, der Pyrotechnik und dem weiteren Ablauf der Band beschäftigt. Für Portugal ein großer Aufwand für eine Musikgruppe.

## Auszeichnungen
- Globus de Ouro, 2002
- Premio Romantica FM, 2008

## Diskografie

### Alben
| Jahr | Titel           | Höchstplatzierung, Gesamtwochen, AuszeichnungChartsChartplatzierungen (Jahr, Titel, Platzierungen, Wochen, Auszeichnungen, Anmerkungen) | Anmerkungen |
| Jahr | Titel           | PT | Anmerkungen |
| ---- | --------------- | --- | ----------- |
| 2003 | Boogie Woogie   | PT5 Silber · (13 Wo.)PT |             |
| 2005 | 2 Beat          | PT6 Platin · (17 Wo.)PT |             |
| 2006 | 8               | PT10 Gold · (7 Wo.)PT |             |
| 2006 | Hits Singles    | PT20 (3 Wo.)PT |             |
| 2007 | Elements        | PT6 Gold · (7 Wo.)PT |             |
| 2008 | Virtual         | PT15 Gold · (5 Wo.)PT |             |
| 2009 | Xplosion        | PT8 Gold · (8 Wo.)PT |             |
| 2010 | Play            | PT6 Gold · (11 Wo.)PT |             |
| 2012 | Let’s Dance     | PT14 (10 Wo.)PT |             |
| 2014 | 15 anos ao vivo | PT10 (9 Wo.)PT |             |
| 2015 | Gold            | PT12 (6 Wo.)PT |             |
| 2021 | Eterno          | PT15 (6 Wo.)PT |             |

Weitere Alben
- 1998: Eu sei tu es
- 1999: Sem Limite
- 2000: Voar
- 2001: Reflexus
- 2009: 10 anos ao vivo
- 2010: Sem Limites
- 2012: Let’s Dance

### Videoalben
- 2008: 10 anos - ao vivo (PT: Platin)[9]